# Personnages de Gundam Wing
Gundam Wing (新機動戦記ガンダムＷ, Shin Kidou Senki Gundam W) est un anime et un manga créé en 1995 et faisant partie de la franchise Gundam. La page ci-dessous répertorie les personnages de Gundam Wing, tous imaginés et dessinés par Koichi Tokita.

## Les pilotes de Gundam

### Heero Yuy
Heero Yuy (ヒイロ・ユイ, Hiiro Yui), 15 ans, est le pilote de Gundam principal de la série. D’un tempérament solitaire, il sait se transformer en chef de groupe quand il s’agit de se battre avec les autres pilotes des Gundam. Son histoire est tragique, son nom est en vérité un nom d’emprunt. Heero Yuy n’était autre que le dirigeant pacifiste des colonies, opposant principal de OZ et de la fédération. Les dirigeants de cette dernière l’ont fait assassiner afin de s’assurer le contrôle des colonies spatiales. Le père du jeune Heero Yuy n’est autre que l’homme ayant tué le dirigeant pacifiste. Son père décide de l’abandonner dans l’espace en pleine mission. Heero survivra et trouvera sur son chemin le docteur J, qui l’entrainera à devenir le pilote du Wing Gundam. On peut déduire d’après les preuves apportés dans la série, le film et les mangas qu’il est amoureux de Relena.
Il pilotera de nombreuses armures au cours de la série. Le Wing est à l’origine son Gundam personnel. Il l’autodétruira pour sauver les colonies des menaces nucléaires de OZ. Par la suite, Trowa lui prêtera le Heavy Arms afin de réaliser un duel contre Zechs au pôle Sud. Dans l’espace, Il pilotera le Mercurius tandis que Trowa aura le Vayeate. De retour sur terre, il s’essayera sur l’Epyon que Treize lui aura confié. Mais à chaque fois, il perdra le contrôle du système et deviendra fou. Le Wing Gundam Zero lui sera alors attitré. Il pilotera la nouvelle version du Wing Zero (Endless Waltz Version), plus puissante que le zero normal. Cette version du Wing n'apparaîtra que dans les deux derniers tomes du manga Battlefield of the Pacifist et Endless Waltz.
Heero Yuy est certainement avec Zechs le meilleur pilote de la série Gundam Wing. Il est parvenu à maîtriser le système zero du Wing Zero. Natif des colonies, il semble le seul à pouvoir maîtriser le Zero System (dans l’anime, non dans le manga ou il se détruit de lui-même). Heero pourrait être considéré comme un newtype – un concept récurrent de la franchise Gundam – mais il n’a pas les mêmes caractéristiques que Char Aznable dans Mobile Suit Gundam ou Mu La Fraga dans Mobile Suit Gundam Seed.

### Duo Maxwell
Duo Maxwell (デュオ・マックスウェル, Dyuo Makkusuweru) (nom de code 02) est un orphelin natif de la colonie L2. Ayant vécu dans un premier temps dans les rues avec d'autres enfants comme lui, ils ont été recueilli par un pasteur, le père Maxwell et une sœur, la sœur Helen, membre d’une petite paroisse de cette même colonie. Tous les enfants ont fini adopté sauf Duo pour qui l'église devint donc son foyer. Malheureusement, une troupe de rebelle s'y réfugie et l’église fut détruite, tuant par la même occasion le prêtre et la sœur. Duo échappa à ce sort car il était parti volé un mobile suit pour le groupe rebelle en question.
Il a été nommé le survivant de l’église Maxwell : « the Maxwell Demon ». Il entrera par effraction dans le vaisseau de l’inventeur du Deathscythe. Ce dernier le gardera pour piloter son Gundam, le trouvant très astucieux et très habile. Avant le début de l’opération Météore il voudra détruire le Deathscythe, mais son mentor le docteur G (le créateur du Gundam) lui dira de voler le Gundam et de descendre sur terre en tant que « dieu de la mort ». Il prendra le surnom de shinigami et deviendra l’assassin du groupe des cinq pilotes. C’est un garçon gentil, engageant et très drôle. Toujours prêt à aider ses amis, Duo est le « joyeux luron » de la bande.
Duo est un second rôle dans la série, où il a 15 ans. Son importance est renforcée dans le manga. Il ne sera cependant jamais un grand leader. Il possède des qualités de combat impressionnantes. Son Gundam est le Deathscythe, la « Faux de la mort ». Il est spécialiste du combat rapproché. Son gundam sera détruit par Trowa lors d’un exercice alors qu’il avait infiltré l’armée d’OZ. Un second Deathscythe, le Deathscythe Hell a été entièrement reconstruit par les ingénieurs des Gundam. Plus puissant avec une double faux thermique et des ailes formant un bouclier indestructible, il sera déterminant pour les derniers combats. Ce Gundam est l’un des plus puissants existant. Il est quasiment imbattable en combat rapproché, excepté face à l’Epyon de Zechs.

### Trowa Barton
Enfant, Trowa Barton (トロワ・バートン, Torowa Bāton), de son vrai nom Triton Bloom, vivait et voyageait dans une roulotte de cirque avec ses parents et sa sœur Catherine Bloom, lorsqu’un bombardement mit feu à la roulotte. Il en garde une cicatrice d’une brûlure dans le dos, mais n’aura jamais aucun souvenir de cet incident et de son passé, même lorsqu’il rencontrera plus tard sa sœur ; ils ne sauront jamais qu’ils sont frère et sœur.
À quatre ans, Triton est recueilli par des mercenaires qui lui donnent le sobriquet de Sans Nom et apprend le métier de soldat. Son unité de mercenaire trahit leur chef qui luttait contre OZ et il le tue. À quatorze ans, il part pour L-3, où il prend le nom du pilote originel du Heavy Arms, Trowa Barton, ayant été témoin de l’assassinat de ce dernier par le professeur chargé de la construction du Heavy Arms.
Les spécialités de Trowa sont de pouvoir piloter n’importe quel type d’engin, d’en connaître parfaitement la mécanique et de pouvoir s’infiltrer partout. Il est déterminant tant dans le manga que dans la série. Il sauvera Heero après le sacrifice de son Gundam pour les colonies, puis lui prêtera le Heavy Arms pour combattre Zechs. Dans l’espace, il infiltrera OZ en devenant pilote d’essai des nouveaux Gundam : Veyeat et Mercurius. Lors d’un combat contre Quatre, alors sous l’emprise du système Zéro, il perdra la mémoire et tout le monde le croira mort. Quatre le retrouvera plus tard, acrobate dans un cirque de L3 et lui fera recouvrir peu à peu la mémoire.

### Quatre Raberba Winner
Quatre Raberba Winner (カトル・ラバーバ・ウィナー, Katoru Rabāba Winā), 15 ans, est un pilote de Gundam. Issu de la colonie L4, il est l’unique fils d’une richissime famille d’industriels réputée autant sur Terre que dans les colonies. Il s’engage avec le savant H à lutter contre OZ sans l’accord de son père, fervent défenseur de la paix. Il participe à l’opération Météore à bord du Gundam Sandrock conçu par M.H. et Quatre en tant que cocréateur. Son Gundam doté d’une extrême rapidité, est spécialisé dans le corps à corps.
De nature sensible et douce, Quatre est poli et tolérant. Il a un sens développé pour ce qui est de l’organisation. Fin stratège, il a au fond de lui une âme de meneur. Il a une aversion pour la guerre et la violence, malgré cela il décide de prendre les armes dans le seul but de défendre les colonies et sa famille.
Il rejoint la division Maganac sur Terre. Ceux-ci sont totalement dévoués à Quatre et l’aideront dans son combat contre OZ. Après l’échec de la mission, Quatre lance l’autodestruction de son Gundam Sandrock à la base de Singapour avant de repartir dans l’espace. Quatre, recueilli par une de ses vingt-neuf sœurs, retourne auprès de son père. À la suite d'une insurrection sur un satellite de ressources appartenant à clan Winner, il assiste à l’assassinat de son père. Cette perte le bouleverse profondément.
C’est avec le Wing Gundam Zero dont il finit sa conception qu’il détruit une colonie spatiale. Contrôlé par le « système zéro » il affronte Heero Yuy et Trowa Barton exceptionnellement au service d’Oz et respectivement pilotes du Mercurius et du Vayeate. Dans sa folie, il détruit l’amure mobile de Trowa. Ce déclic le fera revenir à la raison, malheureusement Trowa est porté disparu…
Il repartira à bord son Gundam Sandrock reconstruite à l’occasion par la division Maganac. Il retrouve Trowa à bord d’une colonie atteint d’une amnésie. Avec Lucrezia Noin, il est à l’origine du regroupement des cinq Gundam sur le vaisseau spatial Peacemillion. Finalement, il est déterminant dans le combat contre le Lotus blanc et s’imposera comme un grand meneur.

### Wufei Chang
On n’en sait pas beaucoup sur Wufei Chang (張 五飛, Chan Ūfei), si ce n'est qu'il est chinois et âgé de 15 ans. Il est un naturel pudique et solitaire (plus encore que Heero, en tout cas vis-à-vis des autres pilotes de Gundam, il considère toute alliance comme une compromission, tout du moins au départ). Il est prêt à tout pour ses compagnons d’armes même s’il ne le montre pas. Il est veuf et a donc un passé aussi lourd que les autres.
Sa femme s'appelait Mei Lan et est décédée sur la colonie de L5 ou ils habitaient lors d'un combat contre les troupes de Oz qui attaquèrent la colonie.
Échouant à la protéger il s'en voudra longtemps et reprendra à son compte sa raison de se battre : la justice.
Tout son combat tourne autour de cette notion. Il se rendra sur la base de Oz du lac Victoria en Afrique du sud et sera confronté à Noin et ses élèves. Il humiliera la première dans un combat singulier et tuera les seconds dans leur sommeil.
Il sera le seul pilote de Gundam à ne pas participer à l’opération visant à décapiter l'état major de Oz sur la base de New Edwards en Californie, ayant compris les machinations de Oz.
Vaincu par Treize en combat singulier il s'éloignera des théâtres de combat durant un certain temps avant de croiser Sally Po qui l'aidera à reprendre confiance en lui et lui donnera une nouvelle raison de se battre : protéger les plus faibles.
Reparti dans l'espace le jeune pilote rentrera dans son clan sur sa colonie situé au point L 5 de Lagrange. 
Par la suite il continuera le combat seul allant jusqu'à volontairement se faire capturer par l'ingénieur en chef Tubarov qui le fera enfermer sur la base lunaire. Il finira par être libéré et reprendra le contrôle de son cher Nataku, en réalité le Gundam Shenlong remastérisé et désormais rebaptisé Altron.
De retour dans sa colonie il devra défendre celle ci attaqué par les forces spatiales de Oz qui le recherche. Le maître de son clan sacrifiera la colonie pour éviter que Oz fasse pression sur lui et l'oblige à se rendre ainsi que son Altron Gundam.
Après plusieurs combats et altercations dans l'espace notamment avec Zechs il finira par tomber sur Heero et Sally en route pour les colonies. Après avoir a son tour et en avant dernier (peu de temps avant Trowa) utilisé le Gundam Zero et son système particulier dévoilant l'avenir, il décidera de rejoindre les autres pilotes à bord du vaisseau spatial PeaceMillion pour la bataille finale qui le verra notamment affronter Treize Kushrenada, son ultime adversaire, dans un combat épique.

## Membres d’OZ

### Zechs Merquise
Zechs Merquise (ゼクス・マーキス), de son vrai nom Milardo Peacecraft, est le meilleur pilote d’OZ. Il est le frère de Relena Peacecraft et héritier du trône du royaume de Sank jusqu’à ce qu’il ne décide d’abandonner le trône au profit de sa sœur. Il est membre de l’organisation OZ sous le commandement de Treize Khushrenada, puis prend la tête du White Fang et rejoint enfin les Preventers sous le nom de code Wind. Peu de personnes sont au courant de sa réelle identité.

### Treize Khushrenada
Treize Khushrenada  (トレーズ・クシュリナーダ) est au début le leader charismatique d’OZ ; il est aussi l’un des rares personnages à connaître la véritable identité de Zechs Merquise. Ne voulant pas suivre la fondation Romefeller dans ses projets, il sera destitué du commandement de OZ par le duc Dermail.

### Lady Une
Lady Une (レディ・アン) est le bras droit de Treize Khushrenada et un commandant redoutable. Elle semble cependant souffrir de schizophrénie.

### Lucrezia Noin
Lucrezia Noin (ルクレツィア・ノイン) est à l’origine instructrice en pilotage, qui est très proche de Zechs tout au long de la série.

## Civils

### Relena Peacecraft
Relena Peacecraft (リリーナ・ピースクラフト), aussi connue sous le nom de Relena Darlian (リリーナ・ドーリアン), est la fille adoptive du vice-ministre des affaires étrangères M. Darlian. À la suite d'un attentat orchestré par Lady Une, agent d’Oz, il lui confia avant de mourir qu’elle était la descendante de la famille Peacecraft, souveraine du Royaume de Sank. Elle apprendra également l’existence d’un frère ainé Milardo Peacecraft (alias Zechs Merquise).
Relena Peacecraft porta secours à un inconnu, en l’occurrence Heero Yuy. Elle comprendra rapidement qu’il s’agit d’un rebelle envoyé par les colonies, mais elle tombe amoureuse de lui. Bien que celui-ci ait tenté de la supprimer à maintes reprises, il finit par lui sauver la vie.
Admirative des pilotes de Gundam, elle les soutint bien qu’ils aient choisi de se battre pour la paix. Pour elle, la paix ne peut être que le résultat du dialogue et du désarmement général.
Désireuse de se montrer digne des Peacecraft, elle prit la tête du royaume de Sank. En prônant un pacifisme radical, elle devint petit à petit une figure politique importante. Devenue même gênante aux yeux de la fondation Romefeller, elle fut la cible de plusieurs attentats. OZ envahit alors son royaume, Relena Peacecraft fut contrainte à la démission de ses fonctions et annonça la dissolution de Sank. Manipulée par le duc Dermail, elle se vit couronner « reine du monde », devenant ainsi la représentante de la fondation Romefeller. Charismatique, Relena Peacecraft arriva à faire passer ces idéaux pacifiques auprès des nations terrestres. Mise en échec par Treize Khushrenada, elle fut destituée à nouveau de ses fonctions. Elle décida alors de rejoindre son frère dans l’espace afin de le dissuader d’utiliser la force envers la Terre.
Elle survivra au conflit et sera le symbole de la paix et participe au nouveau gouvernement de la Nation unifiée de la Sphère terrestre en tant que vice-ministre des affaires étrangères. Elle travaillera également au projet de terraformation de Mars.

### Les ingénieurs Gundam
Les ingénieurs des Gundam sont au nombre de six. Howard est mis à part car il ne peut être considéré comme un rebelle : il mène une existence différente de celle des cinq autres ingénieurs. Ces cinq-ci sont à l'initiative de la nouvelle opération Météore, ayant changé les ordres de mission de leurs pilotes. À eux cinq, ils construiront l'arme absolue : le Wing Zero. Ils seront également les concepteurs du vaisseau Libra.
- Le Docteur J, créateur du Wing
- Le Professeur G, créateur du Deathschythe
- Le Doctor S, créateur du HeavyArms
- Le Savant H, créateur du Sandrock
- Le Mentor O, créateur du Shenlong, alias le Nataku.